# Connor Zary
Connor Zary (Saskatoon, Saskatchewan, 25 de septiembre de 2001) es un jugador profesional canadiense de hockey sobre hielo que se desempeña en la posición de centro en Calgary Flames, equipo de la National Hockey League (NHL).

## Carrera
Fue seleccionado en la primera ronda en la NHL Entry Draft de 2020. En 2023 hizo su debut profesional con el equipo Calgary Flames, donde lleva jugando una temporada.